# Olaf Heredia
Olaf Heredia (Apatzingán, 19 ottobre 1957) è un ex calciatore messicano.

## Carriera
Ha fatto parte della Nazionale messicana al Campionato mondiale di calcio 1986.